# Adolf Wallerius
Anders Theodor Adolf Wallerius (i riksdagen kallad Wallerius i Hjärtum), född 12 april 1874 i Göteborg, död där 14 februari 1937, var en svensk präst och riksdagsledamot (högern). Han var far till högerpolitikern Stina Gunne.
Wallerius studerade vid Göteborgs högskola från hösten 1892, och var vice seminarieadjunkt i Göteborg 1895–1897 och tillförordnad 1899. Han blev filosofie kandidat 10 juni 1898, filosofie licentiat 8 december 1900, studerade vid Lunds universitet hösten 1901, tog teoretisk teologisk examen 30 maj 1903, blev filosofie doktor i Göteborg 6 juni 1903, var docent i teoretisk filosofi vid Göteborgs högskola 1903–1904, Han studerade i Tyskland 1904.
Wallerius blev kyrkoherde i Hjärtums pastorat 30 december 1905 och tillträdde 1 maj 1907. Han blev kontraktsprost i Älvsyssels södra kontrakt 1 juli 1926. Han var suppleant i Svenska kyrkans diakonistyrelse sedan 1926, vald till ordinarie ledamot 1937. Han blev ordförande i Diakonistyrelsens utskott för den andliga vården vid försvarsväsendet 1936, var medlem av prästvalssakkunniga 1930, av seminariesakkunniga 1932 samt blev förordnad till preses vid prästmötet 1939.
Wallerius invaldes som ledamot av Göteborgs och Bohus läns landsting 1919 och var dess ordförande från 1935. Han var ledamot av riksdagens andra kammare från 1920, invald i Göteborgs och Bohus läns södra valkrets (från 1922 Göteborgs och Bohus läns valkrets). Wallerius var ledamot i andra lagutskottet 1929–1934 och 1936, i första lagutskottet 1935 samt suppleant i konstitutionsutskottet 1930 och 1937. I riksdagen motionerade han om fiskerinäringen samt om löne- och anställningsvillkoren för präster, lärare och provinsialläkare. I en motion yrkades på lindrigare beskattning av arv eller gåva till religiöst-sedligt ändamål, i en annan önskades "statsstödd bildningsverksamhet med nyttjande av rundradio" (1928).
Wallerius blev ledamot av Nordstjärneorden 1921 och kommendör av Vasaorden 1936.

## Familj
Adolf Wallerius var son till fängelsepredikanten Theodor Wallerius och Kristina Elisabeth Fredrika Beckman. Han gifte sig 5 juni 1905 med Anna (Annie) Vineta Fjellman (1878–1973), dotter till överste Mathias Fjellman och Anna Georgina Magdalena Pettersson.  Han var yngre bror till prosten Ivar Wallerius.
Makarna Wallerius är begravda på Hjärtums kyrkogård.